# Máté Imre (közgazdász)
Máté Imre (Nagyvárad, 1894. január 9. – Los Angeles, 1983. június) magyar földbirtokos, jogász, közgazdász, szakíró, országgyűlési képviselő.

## Élete
Római katolikus vallásban született. Középiskolai tanulmányait követően szülővárosának jogakadémiáját végezte el, Kolozsvárt és Debrecenben pedig a tudományegyetemet. Főleg közgazdasági, ezen belül is leginkább mezőgazdasági tanulmányokat végzett, és szinte minden európai államban megfordult, hogy a helyi gazdálkodási viszonyokat tanulmányozza; a leghosszabb időt Franciaországban és Németországban töltötte.
Szakmai pályafutását mint községi helyettes jegyző kezdte, majd közigazgatási gyakornok lett, 1906 januárjában pedig a földművelésügyi minisztérium szolgálatába lépett. Miután kellő gyakorlati tapasztalatot szerzett, a törvény-előkészítő osztály vezetőjévé nevezték ki, miniszteri osztálytanácsosi rangban. E minőségében ugyancsak járt németországi – szociálpolitikai tárgyú – tanulmányúton, de jelentős a szakirodalmi munkássága is; hazai és külföldi szaklapokban több száz munkája jelent meg.
Az országos politikai életbe 1939-ben kapcsolódott be, amikor a Magyar Élet Pártja programjával nyert parlamenti mandátumot a gyulai választókerületben. Szinte számolhatatlanul sok társadalmi szervezetben viselt tagságot ebben az időszakban, némelyikben vezető tisztségviselő – alelnök, tiszteletbeli elnök stb. – is volt.